# Unione Sportiva Avellino 1987-1988
Questa voce raccoglie le informazioni riguardanti l'Unione Sportiva Avellino nelle competizioni ufficiali della stagione 1987-1988.

## Stagione

Il greco Anastopoulos, neacquisto della stagione, nonostante le premesse estive finirà suo malgrado a rimpinguare le file dei «bidoni» stranieri nella Serie A degli anni 1980.

Nella stagione 1987-1988 l'Avellino ottenne la sua migliore prestazione in Coppa Italia, dove fu eliminato ai quarti di finale dalla Juventus. A questo risultato fece da contraltare la retrocessione in Serie B dopo dieci anni di permanenza in massima serie: la squadra, che in estate aveva acquistato l'attaccante greco Nikos Anastopoulos (che disputò pochi scorci di stagione), offrendo prestazioni assai deludenti e ceduto alla Juventus il "gioiello" Angelo Alessio, dopo la vittoria della prima giornata ottenuta contro il Torino navigò costantemente nelle parti basse della classifica.
Dopo cinque giornate, con solo 2 punti in classifica la società decise di esonerare Luís Vinício e sostituirlo con Eugenio Bersellini ma i risultati si videro solo nel girone di ritorno quando grazie a una buona rimonta (16 punti contro i soli 7 del girone di andata) gli irpini riuscirono ad agganciare il Pisa al quattordicesimo posto (l'ultimo utile per la permanenza in Serie A) alla penultima giornata. Determinante fu il pareggio di Milano con l'Inter e la contemporanea vittoria casalinga del Pisa con il Torino, che permise ai toscani di prevalere di un solo punto sugli irpini e garantirsi l'iscrizione al successivo campionato di Serie A. Dopo nove salvezze consecutive, l'Avellino retrocedeva in Serie B per un solo punto, nell'anno in cui le retrocessioni venivano portate da 3 a 2, e con l'Empoli che partiva da –5.
Per questa stagione sono state apportate due modifiche al regolamento nelle partite della Coppa Italia. Alla vittoria al termine dei novanta minuti vengono assegnati 3 punti e non più 2. In caso di parità si battono i calci di rigore, che assegnano 2 punti a chi vince, 1 punto a chi perde. Nel computo della differenza reti che può determinare le qualificazioni, non sono considerati i calci di rigore.

## Organigramma societario[5]
Area direttiva
Presidente: Francesco Improta
Direttore generale: Carlo Mupo
Segretario: Antonio Loschiavo
Area tecnica
Allenatore: Luís Vinício, poi dalla sesta giornata Eugenio Bersellini
Area sanitaria
Medico sociale: Franco Cerullo

## Divise e sponsor
Vengono confermate le stesse maglie della stagione precedente, prodotte dalla Uhlsport e sponsorizzata da Detersivi Dyal.
| Manica sinistra · Manica sinistra · Maglietta · Maglietta · Manica destra · Manica destra · Pantaloncini · Calzettoni |

## Rosa[2]
| N. |                   | Ruolo | Calciatore                     |
| -- | ----------------- | ----- | ------------------------------ |
|    | Italia (bandiera) | P     | Mariano Coccia                 |
|    | Italia (bandiera) | P     | Vincenzo Di Filippo            |
|    | Italia (bandiera) | P     | Nicola Di Leo                  |
|    | Italia (bandiera) | D     | Roberto Amodio (vice capitano) |
|    | Italia (bandiera) | D     | Stefano Colantuono             |
|    | Italia (bandiera) | D     | Armando Ferroni                |
|    | Italia (bandiera) | D     | Stefano Garuti                 |
|    | Italia (bandiera) | D     | Biagio Grasso                  |
|    | Italia (bandiera) | D     | Giacomo Murelli                |
|    | Italia (bandiera) | D     | Vincenzo Romano                |
|    | Italia (bandiera) | D     | Massimo Storgato               |
|    | Italia (bandiera) | C     | Andrea Agostinelli             |

| N. |                    | Ruolo | Calciatore                |
| -- | ------------------ | ----- | ------------------------- |
|    | Italia (bandiera)  | C     | Paolo Benedetti           |
|    | Italia (bandiera)  | C     | Mauro Boccafresca         |
|    | Italia (bandiera)  | C     | Franco Colomba (capitano) |
|    | Italia (bandiera)  | C     | Alfonso Di Lascio         |
|    | Italia (bandiera)  | C     | Fabrizio Di Mauro         |
|    | Italia (bandiera)  | C     | Francesco Gazzaneo        |
|    | Italia (bandiera)  | C     | Ferruccio Mariani         |
|    | Italia (bandiera)  | C     | Adolfo Sormani            |
|    | Grecia (bandiera)  | A     | Nikos Anastopoulos        |
|    | Italia (bandiera)  | A     | Alessandro Bertoni        |
|    | Italia (bandiera)  | A     | Cosimo Francioso          |
|    | Austria (bandiera) | A     | Walter Schachner          |

## Risultati

### Serie A

#### Girone di andata
| Arbitro: | Luci (Firenze) |

|                              |           |             |
| Schachner 34’ A. Bertoni 77’ | Marcatori | 48’ Polster |

| Arbitro: | Cornieti (Forlì) |

|                                                               |           |               |
| D. Bonetti 49’ Galia 71’ Elkjær-Larsen 79’ (rig.) Pacione 89’ | Marcatori | 75’ Schachner |

| Arbitro: | Casarin (Milano) |

|                                      |           |                                      |
| Tempestilli 11’ (aut.) Schachner 42’ | Marcatori | 4’ Boniek 57’ Giannini 79’ Collovati |

| Arbitro: | Lo Bello (Siracusa) |

|  |           |                  |
|  | Marcatori | 86’ A. Carnevale |

| Arbitro: | Pairetto (Torino) |

|                                    |           |               |
| Amodio 9’ (aut.) D. Pellegrini 38’ | Marcatori | 82’ Schachner |

| Arbitro: | Paparesta (Bari) |

|              |           |            |
| Di Mauro 84’ | Marcatori | 6’ Bianchi |

| Arbitro: | Baldas (Trieste) |

|                                            |           |  |
| Colantuono 39’ (aut.) Rush 75’ Alessio 87’ | Marcatori |  |

| Arbitro: | Magni (Bergamo) |

|               |           |                                |
| Schachner 45’ | Marcatori | 15’ (aut.) Colomba 44’ Briegel |

| Arbitro: | Cornieti (Forlì) |

|                                     |           |  |
| Colombo 6’ Donadoni 67’ Maldini 74’ | Marcatori |  |

| Arbitro: | Sguizzato (Verona) |

|                |           |                  |
| A. Ferroni 76’ | Marcatori | 74’ Corneliusson |

| Arbitro: | Luci (Firenze) |

|                                    |           |  |
| Sliskovic 20’ (rig.) Gasperini 71’ | Marcatori |  |

| Pisa 20 dicembre 1987 12ª giornata | Pisa                | 0 – 0 referto | Avellino | Stadio Arena Garibaldi\| Arbitro: \| Amendolia (Messina) \| |
| Arbitro:                           | Amendolia (Messina) |               |          |                                                             |

| Arbitro: | Pairetto (Torino) |

|                  |           |                           |
| P. Benedetti 34’ | Marcatori | 80’ (rig.) P. Giovannelli |

| Empoli 10 gennaio 1988 14ª giornata | Empoli           | 0 – 0 referto | Avellino | Stadio Carlo Castellani\| Arbitro: \| Casarin (Milano) \| |
| Arbitro:                            | Casarin (Milano) |               |          |                                                           |

| Arbitro: | Lo Bello (Siracusa) |

|                      |           |                                                   |
| Schachner 45’ (rig.) | Marcatori | 27’ (rig.) Passarella 36’ Altobelli 88’ G. Baresi |

#### Girone di ritorno
| Torino 24 gennaio 1988 16ª giornata | Torino           | 0 – 0 referto | Avellino | Stadio Comunale\| Arbitro: \| Cornieti (Forlì) \| |
| Arbitro:                            | Cornieti (Forlì) |               |          |                                                   |

| Arbitro: | Casarin (Milano) |

|                  |           |  |
| P. Benedetti 64’ | Marcatori |  |

| Roma 7 febbraio 1988 18ª giornata | Roma               | 0 – 0 referto | Avellino | Stadio Olimpico\| Arbitro: \| Sguizzato (Verona) \| |
| Arbitro:                          | Sguizzato (Verona) |               |          |                                                     |

| Arbitro: | Lanese (Messina) |

|                                                    |           |  |
| Renica 17’ Francini 19’ Maradona 22’ F. Romano 84’ | Marcatori |  |

| Arbitro: | Longhi (Roma) |

|               |           |                   |
| Schachner 36’ | Marcatori | 33’ D. Pellegrini |

| Arbitro: | Casarin (Milano) |

|                   |           |                      |
| Di Bartolomei 58’ | Marcatori | 84’ (rig.) Schachner |

| Arbitro: | Sguizzato (Verona) |

|             |           |  |
| Bertoni 25’ | Marcatori |  |

| Arbitro: | Paparesta (Bari) |

|                            |           |  |
| Salsano 63’ Vierchowod 68’ | Marcatori |  |

| Avellino 27 marzo 1988 24ª giornata | Avellino      | 0 – 0 referto | Milan | Stadio Partenio\| Arbitro: \| Longhi (Roma) \| |
| Arbitro:                            | Longhi (Roma) |               |       |                                                |

| Como 10 aprile 1988 25ª giornata | Como             | 0 – 0 referto | Avellino | Stadio Giuseppe Sinigaglia\| Arbitro: \| Lanese (Messina) \| |
| Arbitro:                         | Lanese (Messina) |               |          |                                                              |

| Arbitro: | Lombardo (Marsala) |

|               |           |                  |
| Colantuono 7’ | Marcatori | 27’ Berlinghieri |

| Arbitro: | Baldas (Trieste) |

|               |           |  |
| Schachner 49’ | Marcatori |  |

| Arbitro: | Paparesta (Bari) |

|                           |           |  |
| Carillo 3’ Carannante 49’ | Marcatori |  |

| Arbitro: | Lo Bello (Siracusa) |

|              |           |  |
| Di Mauro 47’ | Marcatori |  |

| Arbitro: | Baldas (Trieste) |

|            |           |              |
| Minaudo 4’ | Marcatori | 33’ Gazzaneo |

### Coppa Italia

#### Primo Turno
| Arbitro: | Di Cola (Avezzano) |

|  |           |                                    |
|  | Marcatori | 4’, 80’ Anastopoulos 47’ Schachner |

| Arbitro: | Nicchi (Arezzo) |

|                  |           |  |
| Anastopoulos 14’ | Marcatori |  |

| Arbitro: | Calabretta (Catanzaro) |

|               |           |  |
| Schachner 39’ | Marcatori |  |

| Arbitro: | Fabricatore (Roma) |

|                                          |                      |                                       |
| Rizzardi 31’ Piccioni 61’                | Marcatori            | 83’ Boccafresca 85’ Bertoni           |
| Lombardo Avanzi Chiorri Citterio Bencina | Tiri di rigore 4 – 5 | Di Mauro Boccafresca Schachner Amodio |

| Arbitro: | Lombardo (Marsala) |

|                    |           |  |
| E. Cucchi 57’, 74’ | Marcatori |  |

#### Fase finale
| Parma 6 gennaio 1988 Ottavi di finale - Andata | Parma              | 0 – 0 | Avellino | Stadio Ennio Tardini\| Arbitro: \| Di Cola (Avezzano) \| |
| Arbitro:                                       | Di Cola (Avezzano) |       |          |                                                          |

| Arbitro: | Fabricatore (Roma) |

|                            |           |  |
| A. Ferroni 41’ Bertoni 87’ | Marcatori |  |

| Arbitro: | Longhi (Roma) |

|                    |           |             |
| Cabrini 76’ (aut.) | Marcatori | 58’ Alessio |

| Arbitro: | Amendolia (Messina) |

|          |           |  |
| Brio 38’ | Marcatori |  |

## Statistiche

### Statistiche di squadra
| Competizione | Punti | In casa | In casa | In casa | In casa | In casa | In casa | In trasferta | In trasferta | In trasferta | In trasferta | In trasferta | In trasferta | Totale | Totale | Totale | Totale | Totale | Totale | DR  |
| Competizione | Punti | G       | V       | N       | P       | Gf      | Gs      | G            | V            | N            | P            | Gf           | Gs           | G      | V      | N      | P      | Gf     | Gs     | DR  |
| ------------ | ----- | ------- | ------- | ------- | ------- | ------- | ------- | ------------ | ------------ | ------------ | ------------ | ------------ | ------------ | ------ | ------ | ------ | ------ | ------ | ------ | --- |
| Serie A      | 23    | 15      | 5       | 6       | 4       | 15      | 15      | 15           | 0            | 7            | 8            | 4            | 24           | 30     | 5      | 13     | 12     | 19     | 39     | -20 |
| Coppa Italia | -     | 4       | 3       | 1       | 0       | 5       | 1       | 5            | 1            | 2            | 2            | 6            | 5            | 9      | 4      | 4      | 1      | 11     | 6      | +5  |
| Totale       | -     | 19      | 8       | 7       | 4       | 20      | 16      | 20           | 1            | 9            | 10           | 10           | 29           | 34     | 9      | 10     | 15     | 30     | 45     | -14 |

### Statistiche dei giocatori
Fonte:

A completamento delle statistiche vanno oconteggiati 1 autogol in campionato e 1 in Coppa Italia a favore degli irpini.
| Giocatore       | Serie A  | Serie A | Coppa Italia | Coppa Italia | Totale   | Totale |
| Giocatore       | Presenze | Reti    | Presenze     | Reti         | Presenze | Reti   |
| --------------- | -------- | ------- | ------------ | ------------ | -------- | ------ |
| R. Amodio       | 26       | 0       | 9            | 0            | 35       | 0      |
| N. Anastopoulos | 16       | 0       | 8            | 3            | 24       | 3      |
| P. Benedetti    | 25       | 2       | 5            | 0            | 30       | 2      |
| A. Bertoni      | 30       | 2       | 9            | 2            | 39       | 4      |
| M. Boccafresca  | 22       | 0       | 6            | 1            | 28       | 1      |
| M. Coccia       | 6        | -6      | 0            | 0            | 6        | -6     |
| S. Colantuono   | 28       | 1       | 8            | 0            | 36       | 1      |
| F. Colomba      | 24       | 0       | 6            | 0            | 30       | 0      |
| N. Di Leo       | 25       | -33     | 9            | -6           | 34       | -39    |
| F. Di Mauro     | 18       | 2       | 6            | 0            | 24       | 2      |
| A. Ferroni      | 27       | 1       | 6            | 0            | 33       | 1      |
| C. Francioso    | 7        | 0       | 5            | 0            | 12       | 0      |
| F. Gazzaneo     | 29       | 1       | 7            | 0            | 36       | 1      |
| B. Grasso       | 8        | 0       | 1            | 0            | 9        | 0      |
| F. Mariani      | 4        | 0       | 2            | 0            | 6        | 0      |
| G. Murelli      | 21       | 0       | 5            | 0            | 26       | 0      |
| F. Romano       | 22       | 0       | 9            | 0            | 31       | 0      |
| W. Schachner    | 29       | 9       | 6            | 3            | 35       | 12     |
| A. Sormani      | 3        | 0       | 3            | 0            | 6        | 0      |
| M. Storgato     | 12       | 0       | 4            | 0            | 16       | 0      |